# .cu
.cu là tên miền Internet cấp cao nhất dành cho quốc gia (ccTLD) của Cuba.